# Solenopsis indagatrix
Solenopsis indagatrix är en myrart som beskrevs av Wheeler 1928. Solenopsis indagatrix ingår i släktet eldmyror, och familjen myror. Inga underarter finns listade i Catalogue of Life.